# Ковердина Балка
Ковердина Ба́лка — село в Україні, у Шишацькій селищній громаді Миргородського району Полтавської області. Населення становить 512 осіб. До 2015 орган місцевого самоврядування — Ковердинобалківська сільська рада.

## Населення

### Мова
Розподіл населення за рідною мовою за даними перепису 2001 року:
| Мова       | Відсоток |
| ---------- | -------- |
| українська | 98,24%   |
| російська  | 1,76%    |

## Географія
Село Ковердина Балка знаходиться між річками Псел і Грузька Говтва (4-5 км), на відстані 1 км від сіл Маначинівка, Швадрони, Гребеняки та Маслівці. По селу протікає пересихаючий струмок з загатами. Поруч проходить автомобільна дорога Т 1710 (Р42).

## Історія
12 червня 2020 року, відповідно до розпорядження Кабінету Міністрів України № 721-р «Про визначення адміністративних центрів та затвердження територій територіальних громад Полтавської області», село увійшло до складу Шишацької селищної громади.
19 липня 2020 року, в результаті адміністративно - територіальної реформи та ліквідації Шишацького району, село увійшло до складу новоутвореного Миргородського району Полтавської області.

## Економіка
- «Вікторія-Агроекспо», ТОВ.
- ПП «Зоря».

## Об'єкти соціальної сфери
- Школа I-II ст.
- Будинок культури.

## Відомі люди
Уродженкою села є Денисенко Софія Никифорівна — доктор філологічних наук, кавалер ордена Княгині Ольги ІІІ ступеня, відмінник освіти України, академік ВШ України.